# Съветско-японска война
Съветско-японската война (на руски: Советско-японская война; на японски: ソ連対日参戦) е военен конфликт през Втората световна война, започнал след полунощ на 9 август 1945 г., след като Съветският съюз нахлува в японската марионетна държава Манджоу-Го. СССР, заедно с Монголската народна република, прекратяват японското господство в Манджурия, Вътрешна Монголия, северната част на Корея, Карафуто и Курилските острови. Разгромяването на японската Квантунска армия допринася за капитулацията на Япония и приключването на Втората световна война. Влизането на СССР във войната е значителен фактор при решението на японското правителство да се предаде безусловно, тъй като става ясно, че СССР вече не би желал да играе ролята на посредник при преговори за преустановяване на враждебностите с условия.

## Прелюдия
Руско-японската война от началото на 20 век води до японска победа и Портсмутски мирен договор, след който Япония, възползвайки се и от други събития (Мукденски инцидент, Японско нахлуване в Манджурия), поема контрол над Корея, Манджурия и южните части на Сахалин. В края на 1930-те години възникват множество гранични инциденти (най-големите от които са битката за езеро Хасан и битката при Халхин Гол), които водят до Съветско-японския пакт за ненападение от април 1941 г. Този пакт облекчава силите на страните от граничните инциденти и позволява на Съветския съюз да се концентрира върху войната му срещу Германия, а на Япония да се концентрира върху експанзията им на юг в Азия и Тихия океан.
С успеха си при битката за Сталинград и окончателната победа над Германия, съветското отношение към Япония се променя, както публично (Сталин изнася речи, които осъждат Япония), така и скришом (те натрупват войски и провизии в Далечния Изток). На Техеранската конференция през ноември 1943 г. Сталин, Чърчил и Рузвелт се съгласяват, че СССР ще се включи във войната срещу Япония, когато Германия бъде победена. Сталин е изправен пред дилема – той иска да избегне война на два фронта на всяка цена, но едновременно с това иска да завземе територия в Далечния Изток. Единственият начин да постигне и придобивки на изток без война на два фронта е Германия да капитулира преди Япония.
Още преди разгрома на Германия СССР започва да натрупва войски в Далечния Изток постепенно. Към началото на 1945 г. японците вече разбират, че съветите се приготвят да нахлуят в Манджурия, макар шансът да нападнат преди падането на Германия да е малък.
На конференцията в Ялта през февруари 1945 г. Сталин си договаря териториалните претенции в Далечния Изток, като в замяна се съгласява да влезе в Тихоокеанската война три месеца след падането на Германия. Към средата на март 1945 г. нещата не вървят добре за японците в Тихия океан и те изтеглят всичките си елитни войски от Манджурия за да поддържат действията си в Тихия океан.
На 9 май 1945 г. Германия капитулира, което означава, че ако Сталин ще уважава Ялтенското споразумение, той ще трябва да обяви война на Япония на 9 август 1945 г. Ситуацията се влошава още повече за японците, тъй като са единствената останала сила на Оста във войната. Те желаят да останат в мир със СССР, както и да постигнат край на войната. След Ялтенската конференция японците няколкократно се опитват да подходят към съветите с цел да се удължи пакта за ненападение и да накарат съветите да посредничат при преговори със Съюзниците. Съветите не им разбиват надеждите веднага, а удължават процеса възможно най-дълго. В края на юни японците канят съветите за посредници за мир между Япония и Съюзниците, като им предлагат в замяна примамливи териториални отстъпки. Сталин изразява интерес, а японците очакват официалния съветски отговор. На 24 юли Съветският съюз извиква всичките си дипломати от Япония. След Потсдамската декларация Чърчил, Труман и Чан Кайшъ изискват безусловната капитулация на Япония. Японците, обаче, продължават да очакват съветския отговор и не отговарят на декларацията.
Японците активно наблюдават Транссибираската железница и съветската дейност на изток от Манджурия и стигат до извод, че съветите няма да са готови за нападение над Манджурия преди края на август. Не разполагат с доказателства или реални идеи за това кога или къде би се случило нахлуване.
Японците са изненадани, когато Съветският съюз им обявява война час преди полунощ на 8 август 1945 г. и ги напада едновременно на три фронта малко след полунощ на 9 август.

## Кампания
Операцията е проведена чрез класическа двойна клещовидна маневра върху област с размера на Западна Европа. В западната част Червената армия напредва през пустини и планини от Монголия, далеч от железопътните им линии за доставки. Това обърква японския военен анализ на съветската логистика и защитниците биват тотално изненадани в неукрепените си позиции. Командирите на Квантунската армия се занимават с учения по време на нападението и са далеч от войските си през първите 18 часа на конфликта. Комуникационната инфраструктура е слаба и комуникацията с предните отряди се губи още в началото. Квантунската армия има голяма репутация със своите яростни и безмилостни войници и дори и неподготвени оказват голяма съпротива при град Хайлар, която спира някои от съветските сили. Междувременно се използват съветски парашутни войски за да се превземат летища и градове, така че да се снабдят с провизии тези отряди, които са задминали линиите си за доставки. От изток съветите пресичат река Усури и нападат към Ханка и макар японските защитници да се бият ожесточено, съветите ги превъзхождат числено. Съветският Тихоокеански флот прекъсва комуникацията на Манджурия и Корея с Япония и нанася удари по военноморски бази в северните части на Корея.
След седмица сражения, през която съветските сили навлизат навътре в Манджурия, император Хирохито обявява капитулацията на Япония, която е разпространена из страната на 15 август 1945 г. Идеята за капитулация е неразбираема от японския народ и в комбинация с употребата на архаичен език от Хирохито, факта че той не използва думата „капитулация“, лошото качество на емисията и лошите линии на комуникация, настъпва известно объркване сред японците относно това какво точно означава обявлението. Императорската японска армия и щабът ѝ не издават веднага заповеди за спиране на боя на Квантунската армия. Така се образуват изолирани зони на ожесточена съпротива от Квантунската армия, а съветите продължават с настъплението си, като избягват зоните на съпротива и достигат Мукден, Чанчун и Цицихар към 20 август. На съветския десен фланг съветско-монголската механизирана група навлиза във Вътрешна Монголия и бързо завзема Долон Нор и Джандзякоу. Императорът на Манджоу-Го Пу И е пленен от Червената армия. Накрая заповедта за прекратяване на огъня достига Квантунската армия, но не преди съветите да се постигнали повечето от териториалните си придобивки. Към 18 август няколко съветски морски десанта са проведени на предни линии: три в северните части на Корея, един в южната част на Сахалин и един на Курилските острови.
На 10 август американското правителство предлага на съветското правителство да си поделят окупацията на Корея по 38-ия паралел. За тяхна изненада, СССР приема предложението. Съветските войски се придвижват свободно по железниците и няма нищо, което да ги спира да окупират цяла Корея. Съветските части започват десантите си в северната част на Корея на 14 август и бързо превземат североизточната част от полуострова, а на 16 август те вече са достигнали Уънсан. На 24 август Червената армия навлиза в Пхенян и основава военно правителство в Корея на север от 38-ия паралел. Американски войски пристигат в Инчон на 8 септември и превземат южните части на полуострова.
На 18 август главнокомандващият на съветските войски в Далечния Изток, маршал Александър Василевски, издава заповед за окупация на японския остров Хокайдо. Това не се случва, поради задържане на придвижването на съветските войски в Сахалин. Основните бойни действия на континента се водят до 20 август, а на островите спорадичните боеве продължават и след това.

## Последствия
Съветското нахлуване, комбинирано с атомните бомбардировки над Хирошима и Нагасаки, принуждават Япония да капитулира безусловно.
Окупацията на Манджурия маркира началото на травматичен период за над милион жители на марионетната държава, които са с японски произход. Японските колонизатори, които са направили Манджурия свой дом, особено тези, които са родени там, се оказват апатриди, а манджурците без японски произход искат да се избавят от тези чужденци. Много от тях са убити, други са изпратени в затвори в Сибир, докато трети си намират път към главните японски острови, където също биват третирани като чужденци.
Манджурия става основна база за действие на силите на Мао Дзъдун, който се оказва победител в последвалата гражданска война. След основаването на Народна република Китай по-голямата част от съветската икономическа помощ отива в Манджурия за подпомагане на възстановяване на промишлеността на региона.
Разделянето на Корея между СССР и САЩ след войната води до създаването на отделните държави Северна и Южна Корея.